# Ураим (посёлок)
Ураим — упразднённый в 2023 году посёлок в Нязепетровском районе Челябинской области России. Входил в состав Нязепетровского городского поселения. В посёлке расположен одноимённый железнодорожный разъезд ЮУЖД.

## Топоним
Восходит к гидрониму Ураим (баш. Урайым). 
Посёлок Ураим при одноимённом железнодорожном разъезде не следует путать с посёлком Ураимские Томилки (координаты 56.002137/59.584630), ныне в составе города Нязепетровска (как и посёлок Новая Уфа). В посёлке находится остановочный пункт 383 км (код АСУЖТ 807242, ранее разъезд Ураимские Томилки).

## География
Находится примерно в 10 км к юго-юго-западу (SSW) от районного центра, города Нязепетровск, на высоте 391 метра над уровнем моря.
У посёлка находятся истоки рек Малая Курга (правый приток реки Курга) и Сухой Лог (левый приток реки Ураим).

### Уличная сеть
Уличная сеть посёлка состояла из 6 улиц: 45 лет Октября, Бажова, Моховая, Садовая, Свободы и Суворова.

## История
В 2017 году было принято решение об отселении посёлка. По мнению жителей посёлка, одной из вероятных причин отселения является планируемое строительство Суроямского ГОК по разработке Суроямского железорудного месторождения в долине реки Суроям, в ходе которого предусматривается возведение технологической «Ураимской площадки» (обогатительная фабрика и хвостохранилище в бассейне реки Ураим).
Упразднен официально в 2023.

## Население
| 2002 | 2010 |
| ---- | ---- |
| 74   | ↘10  |

По данным Всероссийской переписи, в 2010 году численность населения посёлка составляла 10 человек (3 мужчины и 7 женщин).

## Инфраструктура
К 2023 году дорожно-транспортная инфраструктура (за исключением железнодорожных путей), инженерные коммуникации, объекты социального, культурного, бытового назначения, торговли, жилые дома, строения, сооружения, электро-, водо-, газоснабжение отсутствовали.